# Feuilleea amara
Feuilleea amara là một loài thực vật có hoa trong họ Cucurbitaceae. Loài này được (Roxb.) Kuntze mô tả khoa học đầu tiên năm 1891.